# Victor Gabriel Gilbert

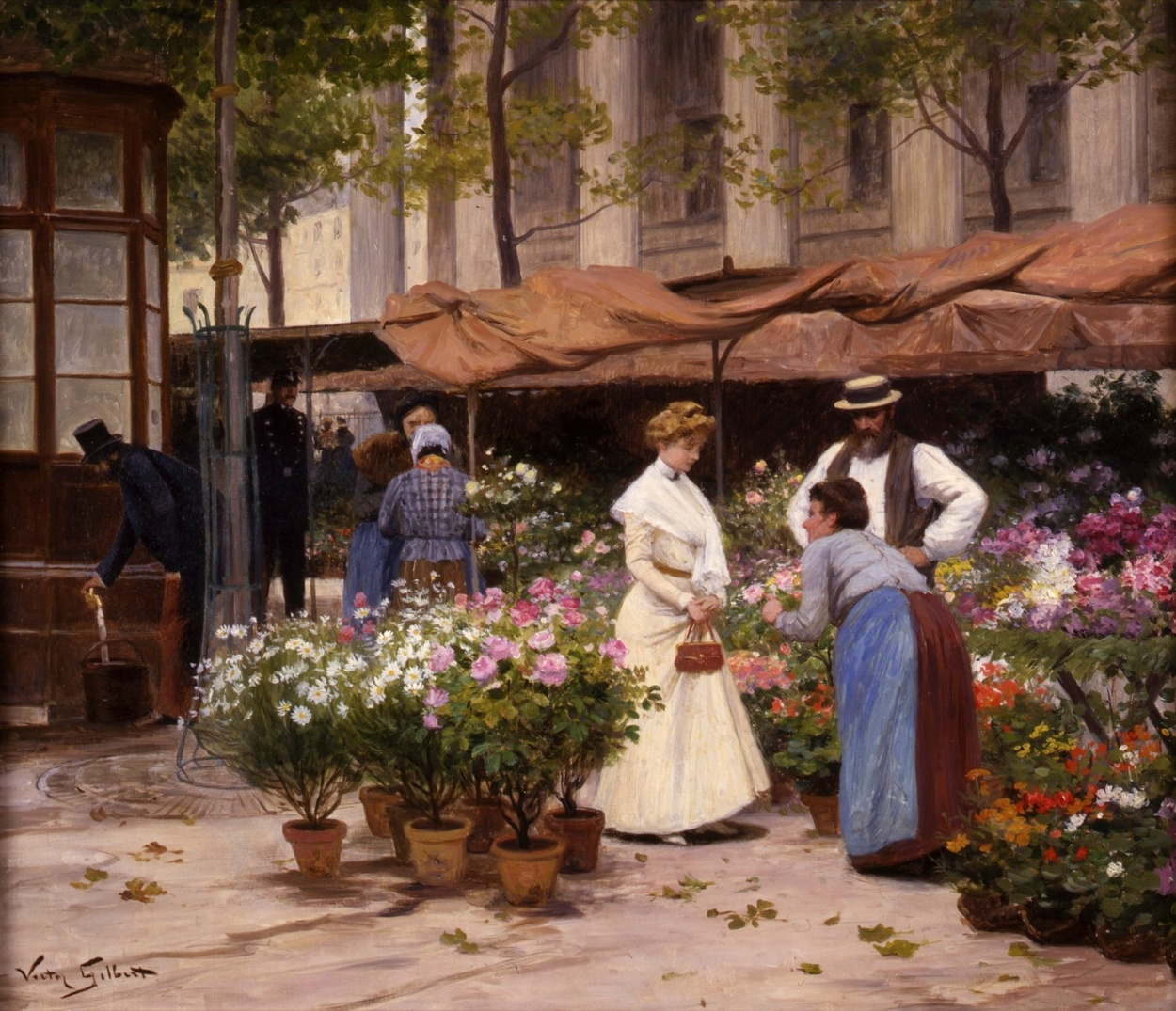
Blumenmarkt 1885

Victor Gabriel Gilbert (* 13. Februar 1847 in Paris; † 21. Juli 1933 ebenda) war ein französischer Genremaler. 
Victor Gabriel Gilbert war ab 1860 Lehrling bei einem Dekorationsmaler. Danach wurde er Schüler von Émile Adan, Jules Gabriel Levasseur und Charles Busson.
Er debütierte 1873 im Salon des artistes français. Er gewann eine Medaille der zweiten Klasse im Salon von 1880 und eine Silbermedaille auf der Weltausstellung Paris 1889. Er stellte seine Bilder auch im Münchener Glaspalast aus.
1914 wurde er Mitglied der Société des Artistes Français. Er verbrachte sein ganzes Leben in Paris. Er malte hauptsächlich Genreszenen aus dem Alltag, aus den Pariser Straßen, Märkten und Lokalen. Daneben malte er Porträts und Kinderbilder. Er lieferte auch Illustrationen an das im Dezember jedes Jahres erscheinende Almanach „Paris-Noël“.
Victor Gabriel Gilbert wurde 1897 zum Ritter der Ehrenlegion ernannt und erhielt 1926 den Léon-Bonnat-Preis.